# Martin Uppenbrink
Martin Uppenbrink (* 5. Oktober 1934 in Bielefeld; † 11. Oktober 2008 in Berlin) war ein deutscher Jurist und Umweltexperte und von 1994 bis 1999 erster Präsident des Bundesamtes für Naturschutz.

## Leben
Uppenbrink war Sohn des Dolmetschers und Übersetzers Walter H. Uppenbrink und dessen Ehefrau Helene geb. Neuhaus. Er begann seine schulische Ausbildung in Berlin. Nach dem Krieg und dem folgenden Umzug nach Hessen setzte er seinen Schulbesuch in Fritzlar fort, um dann am 24. Februar 1955 am dortigen Realgymnasium, der späteren König-Heinrich-Schule, an der er 1954/55 Schülersprecher (damals Schulsprecher genannt) war, das Abitur zu bestehen.
Im Mai 1955 begann er das Studium der Rechtswissenschaft an der Universität Tübingen, wo er zwei Semester studierte. An der Universität Heidelberg folgten zwei weitere Semester. Anschließend absolvierte er ein Semester an der Universität Marburg und kehrte dann nach Heidelberg zurück. Am 5. Juni 1959 bestand er dort die Prüfung zum ersten Staatsexamen. Im Herbst 1963/Anfang 1964 absolvierte er die Prüfungen zum Assessor.
Im Februar 1963 erlangte er die Promotion zum Dr. jur. mit dem Thema Die deutschen Wertpapierbörsen als Körperschaften des öffentlichen Rechts. Zu diesem Zeitpunkt war er als Gerichtsreferendar in Fellbach tätig. Im Oktober 1964 wechselte er in die Rechtsabteilung der Telefunken AG in Berlin. Anfang April 1965 ging er als Finanzassessor zur Oberfinanzdirektion Köln.
Im Jahre 1968 wechselte Uppenbrink ins Bundesinnenministerium als Referent sowohl für die Zentralabteilung als auch für die Abteilung Kultur und Sport. 1971 wurde er dort Leiter des Grundsatzreferats Umweltschutz und Umweltpolitik. 1974 wechselte er als Leiter des Fachbereichs Umweltplanung und Ökologie in das neu gegründete Umweltbundesamt in Berlin, an dessen Aufbau er maßgeblich beteiligt war. Im Jahre 1983 wurde er als Honorarprofessor für das Fach Umweltrecht an die Freie Universität Berlin berufen.

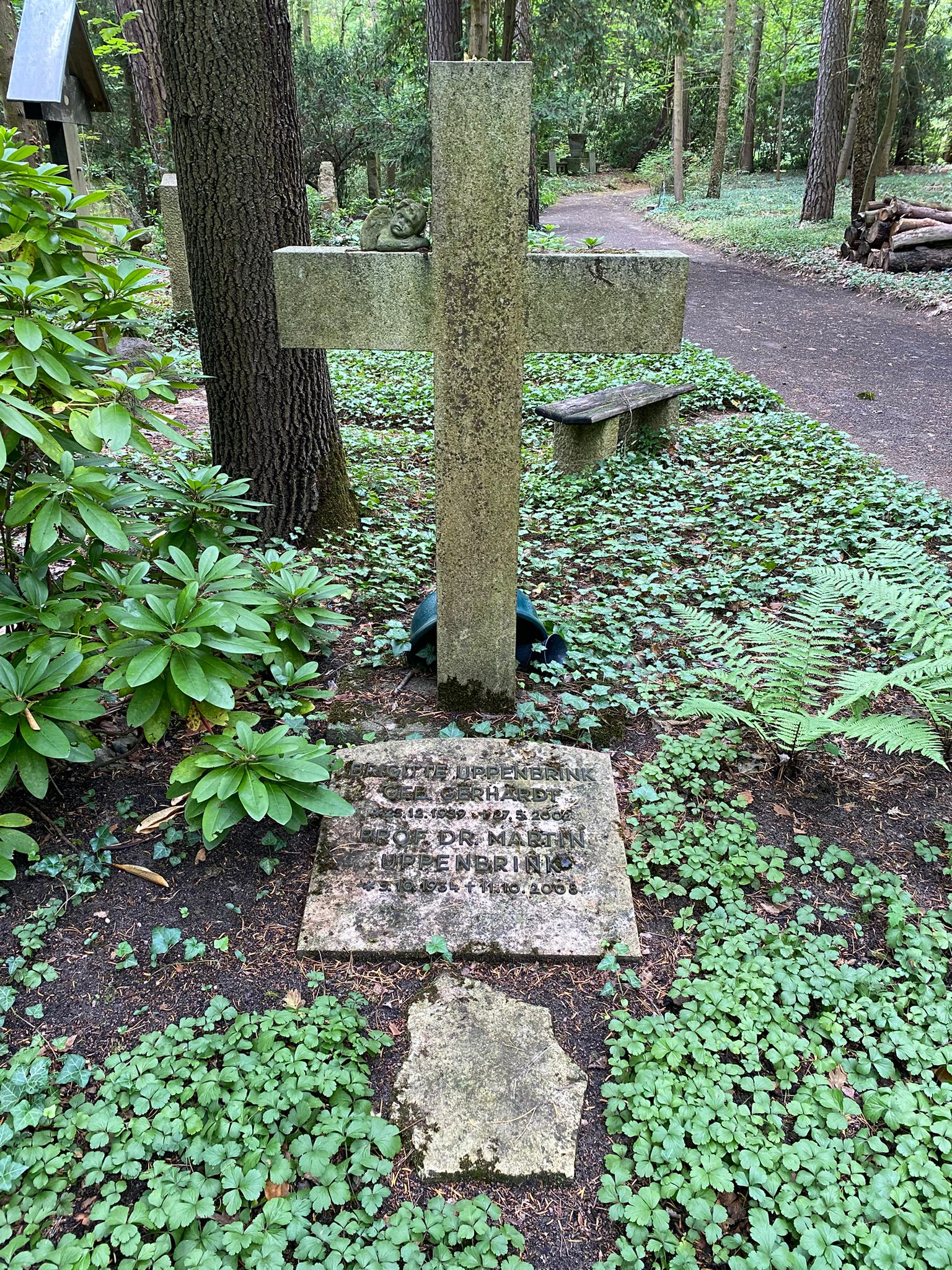
Grabstätte auf dem Südwestkirchhof Stahnsdorf

Ab 1989 war er als Europadirektor beim Umweltprogramm der Vereinten Nationen (UNEP) in Genf an der Vorbereitung der 1992 stattfindenden UN-Konferenz für Umwelt und Entwicklung in Rio de Janeiro beteiligt. Am 3. Januar 1994 wurde er Präsident des gerade neu eingerichteten Bundesamtes für Naturschutz in Bonn und organisierte dann das Amt mit seinen damals 240 Mitarbeitern. Ein Jahr darauf legte er mit der damaligen Bundesumweltministerin Angela Merkel die erste für das gesamte deutsche Staatsgebiet geltende Rote Liste gefährdeter Biotoptypen vor.
Nach seiner Pensionierung 1999 war Uppenbrink als Naturschutz-Berater der Regierung von Aserbaidschan am Aufbau des Nationalparkprogramms beteiligt. Daneben war er Mitglied im Stiftungsrat des WWF Deutschland und der Succow-Stiftung.
Der Bundesumweltminister sagte in einer Stellungnahme:

„Als erster Präsident des Bundesamtes für Naturschutz hat Martin Uppenbrink mit seinen Kenntnissen und international erworbenen Erfahrungen zu einem modernen Verständnis von Naturschutz beigetragen, den sowohl ökologische als auch soziale und ökonomische Aspekte kennzeichnen. Die hohe Reputation, die das Bundesamt für Naturschutz heute national wie international genießt, ist auch sein Verdienst. In einem Alter, in dem sich andere Menschen auf ihr Altenteil zurückziehen, hat Martin Uppenbrink mit seinem Engagement für den Ausbau eines Nationalparkprogramms in Aserbaidschan ein großartiges Vorbild vermittelt. Vor dieser Tatkraft und dieser Liebe zur Natur habe ich großen Respekt“

Martin Uppenbrinks Grab befindet sich auf dem Südwestkirchhof Stahnsdorf.

## Schriften (Auswahl)
- Die deutschen Wertpapierbörsen als Körperschaften des öffentlichen Rechts, Dissertation. Heidelberg 1964, DNB 482366303.
- Organisation der Umweltplanung in den USA, Schmidt, Berlin 1974, ISBN 978-3-503-01107-0.
- Aktuelle Rechtsfragen des Umweltschutzes mit anderen, Heidelberg 1981
- Chemikaliengesetz: Gesetz zum Schutz vor gefährl. Stoffen; Kommentar u. Vorschriftensammlung zum gesamten Chemikalienrecht, Kohlhammer, Stuttgart 1981ff.
- International harmonization of terms in environmental chemicals control law mit Jürgen Knebel, in: Environmental policy and law, 10(2) April 1983, S. 47–52
- Sustainable development of the Lake Baikal region : a model territory for the world mit V. A. Koptiug, Berlin 1996
- Politische Perspektiven des internationalen Umweltschutzes, 1997
- Conservation of the biological diversity as a prerequisite for sustainable development in the Black Sea Region : [proceedings of the NATO Advanced Research Workshop on Conservation of the Biological Diversity as a Prerequisite for Sustainable Development in the Black Sea Region, Batumi, Republic of Georgia, October 5 - 12, 1996] mit V. Kotlyakov und V. Metreveli, Dordrecht 1998